# Huicochic
Huicochic är en ort i Mexiko.   Den ligger i kommunen Álamos och delstaten Sonora, i den nordvästra delen av landet, 1 300 km nordväst om huvudstaden Mexico City. Huicochic ligger 1 508 meter över havet och antalet invånare är 169.
Terrängen runt Huicochic är kuperad åt sydväst, men åt nordost är den bergig. Runt Huicochic är det mycket glesbefolkat, med 3 invånare per kvadratkilometer. Närmaste större samhälle är Chinipas de Almada, 12,4 km nordost om Huicochic. I omgivningarna runt Huicochic växer huvudsakligen savannskog.